# Mundochthonius holsingeri
Mundochthonius holsingeri är en spindeldjursart som beskrevs av Benedict och Malcolm 1974. Mundochthonius holsingeri ingår i släktet Mundochthonius och familjen käkklokrypare. Inga underarter finns listade i Catalogue of Life.